# ناو کلاس گیسانو
کروزر کلاس گیسانو (به انگلیسی: Giussano-class cruiser) یک کلاس از کشتی است که طول آن ۱۶۹٫۳ متر (۵۵۵ فوت) می‌باشد.